# Stephenville (Texas)
Stephenville és una població dels Estats Units a l'estat de Texas. Segons el cens del 2000 tenia 14.921 habitants, 5.906 habitatges, i 3.195 famílies. La densitat de població era de 574,4 habitants per km².